# Nanuqsaurus
Nanuqsaurus („ještěr - lední medvěd“) byl rod menšího masožravého dinosaura (teropoda) z čeledi Tyrannosauridae, který žil asi před 69 miliony let (geologický stupeň maastricht) na území dnešní Aljašky v USA.

## Význam a popis

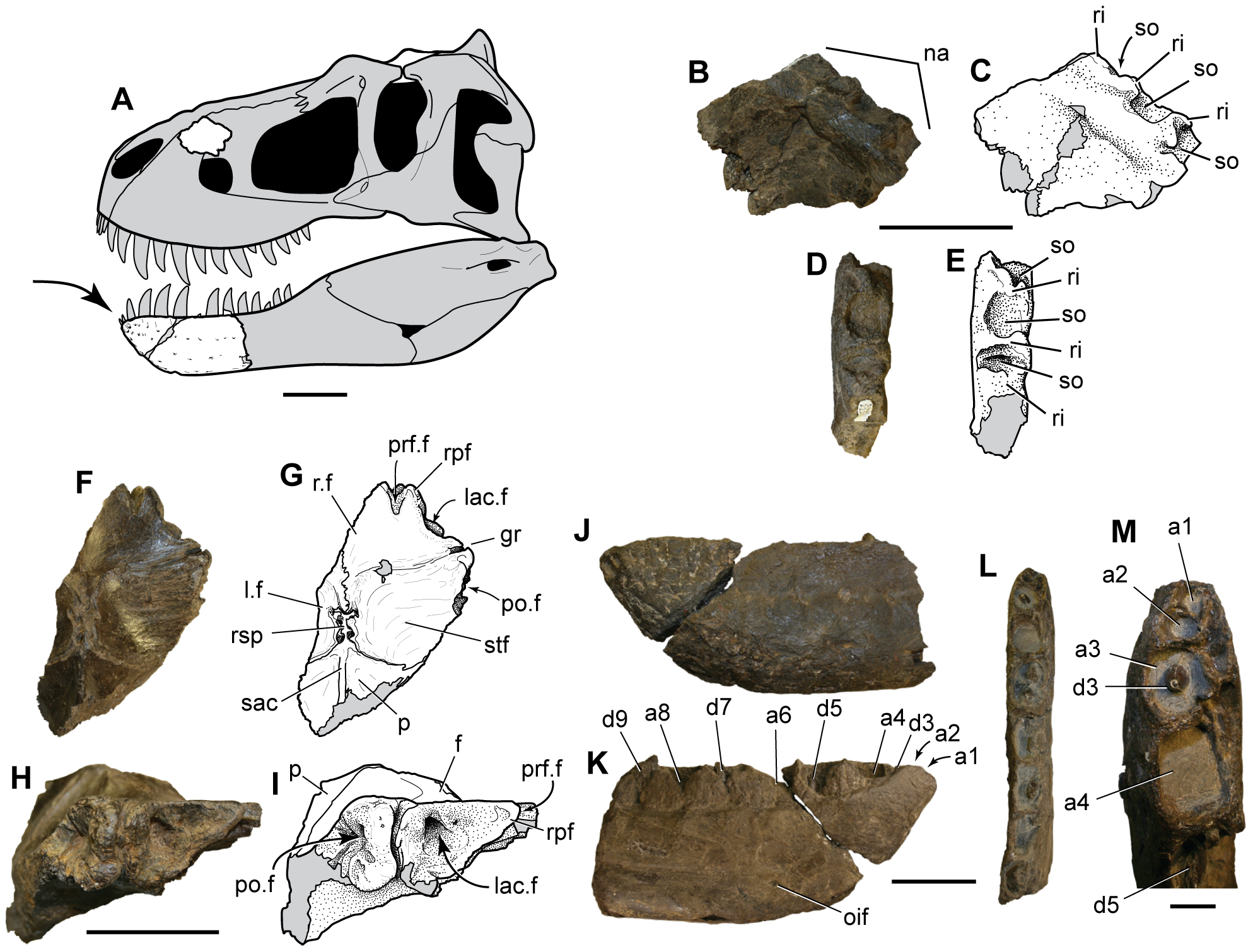
Nanuqsaurus hoglundi, fosilní fragmenty a rekonstrukce lebky.

Nanuqsaurus byl menším a geologicky starším příbuzným populárního tyranosaura, dosahoval jen asi poloviny jeho délky (kolem 6 metrů). Lebka byla dlouhá asi 60 až 70 cm a představuje jedinou část kostry, která se dochovala. Holotyp dinosaura má katalogové označení „DMNH 21461“ a je uložen v Dallaském muzeu přírodní historie. Zda se ale skutečně jednalo o „trpasličí“ formu tyranosaurida, to zatím není jisté.
Fosilie tohoto svrchnokřídového teropodního dinosaura byly objeveny roku 2006 v usazeninách souvrství Prince Creek na území severní Aljašky (území North Slope). Stáří nálezu činí 69,1 milionu let. Popsán byl podle částečně zachované lebky paleontology Anthonym Fiorillem a Ronaldem Tykoskim v roce 2014. Typovým a jediným známým druhem je N. hoglundi (pocta filantropovi Forrestu Hoglundovi). Rodové jméno vychází z místního domorodého nářečí, nanuq znamená „lední medvěd“. Gregory S. Paul odhadl v roce 2016 délku tohoto teropoda na 5 metrů a jeho hmotnost na 500 kilogramů.
V říjnu roku 2019 byl oznámen objev fosilních otisků stop neznámého tyranosaurida střední velikosti (délka 6 až 7 metrů) ze souvrství Chignik stejného stáří jako Prince Creek. Může se jednat právě o stopy nanuqsaura.

## Zařazení
Nanuqsaurus byl zástupcem čeledi Tyrannosauridae a podčeledi Tyrannosaurinae, mezi jeho nejbližší příbuzné patřily zřejmě rody Lythronax, Daspletosaurus a Dynamoterror.
Nejbližším vývojovým příbuzným tohoto taxonu byl pravděpodobně čínský druh Asiatyrannus xui, formálně popsaný v roce 2024.